# أومواراما
أومواراما هي بلدية في البرازيل، تتبع بارانا، بلغ عدد سكانها 100٬676 نسمة، في 2010، تبلغ مساحتها 1٬232٫799 كيلومتر مربع، رمزها البريدي هو 87500-000.

## الموقع
تشترك في الحدود مع:
- كروزيرو دو اويست
- إكسامبر
- ماريا هيلينا
- Perobal [الإنجليزية]‏.

## أعلام
- هانييل لانجارو
- كارولين كوريا
- أراي دي سوزا كامارغو جونيور
- برنو بيليساري